# Myospila siamensis
Myospila siamensis este o specie de muște din genul Myospila, familia Muscidae. A fost descrisă pentru prima dată de Malloch în anul 1926.
Este endemică în Thailand. Conform Catalogue of Life specia Myospila siamensis nu are subspecii cunoscute.